# Рохас, Хорхе Луис
Хорхе Луис Рохас Мендоса (исп. Jorge Luis Rojas Mendoza; родился 7 января 1993 года в Асунсьоне) — парагвайский футболист, вингер асунсьонского «Индепендьенте».

## Биография

### Клубная карьера
Рохас начал карьеру в клубе «Серро Портеньо». 6 марта 2011 года в матче против столичного «Индепендьенте» он дебютировал в парагвайской Примере. В 2012 году Хорхе помог команде выиграть чемпионат Парагвая.
После выступления на молодёжном чемпионате мира Рохас перешёл в португальскую «Бенфику», но из-за высокой конкуренции выступал только за дублёров лиссабонского клуба. В начале 2014 года он на правах аренды перешёл в «Белененсиш». 9 марта в матче против «Ольяненсе» Хорхе дебютировал в Сангриш лиге.
Летом того же года Рохас вновь был отдан в аренду, его новой командой стала аргентинская «Химнасия Ла-Плата». 11 августа в матче против «Ривер Плейта» он дебютировал в аргентинской Примере. 30 августа в поединке против «Годой-Крус» Хорхе забил свой первый гол за новую команду. В начале 2016 года Рохас на правах аренды вернулся в «Серро Портеньо».

### Международная карьера
В начале 2013 года в Рохас стал серебряным призёром молодёжного чемпионата Южной Америки в Аргентине. На турнире он сыграл в матчах против команд Аргентины, Боливии, Перу, Эквадора, Уругвая и дважды против Колумбии и Чили. В поединках против колумбийцев и боливийцев Хорхе забил гол.
Летом того же года Рохас принял участие в молодёжном чемпионате мира в Турции. На турнире он сыграл в матчах против команд Мали, Мексики и Ирака. В поединке против малийцев Хорхе забил гол.
23 февраля 2012 года в товарищеском матче против сборной Гватемалы Рохас дебютировал за сборную Парагвая. 16 октября 2013 года в отборочном матче чемпионата мира 2014 против сборной Колумбии Хорхе забил свой первый гол за национальную команду.

#### Голы за сборную Боливии
| # | Дата            | Место                                    | Противник | Счёт | Результат | Соревнование                     |
| - | --------------- | ---------------------------------------- | --------- | ---- | --------- | -------------------------------- |
| 1 | 16 октября 2013 | Дефенсорес дель Чако, Асунсьон, Парагвай | Колумбия  | 1:0  | 1:2       | Чемпионат мира 2014 квалификация |

## Достижения
Командные
 «Серро Портеньо»
- Чемпионат Парагвая по футболу — Апертура 2012

Международные
 Парагвай (до 20)
- Молодёжный чемпионат Южной Америки — 2013